# Prairie Village
Prairie Village – miasto w Stanach Zjednoczonych, w stanie Kansas, w hrabstwie Johnson.

## Współpraca
Miejscowość partnerska:
- Schaerbeek, Belgia